# Their Most Beautiful Love Songs
A  Their Most Beautiful Love Songs a Bee Gees együttes Belgiumban kiadott LP válogatáslemeze.

## Az album dalai
1. My world (Barry és Robin Gibb) – 4:18
2. I Started a Joke (Barry, Robin és Maurice Gibb) – 3:05
3. Don't Forget To Remember (Barry Gibb, Maurice Gibb) – 3:28
4. Saved by the Bell (Robin Gibb) – 3:04
5. Words (Barry, Robin és Maurice Gibb) – 3:13
6. To Love Somebody (Barry és Robin Gibb) – 2:58
7. I'll Kiss Your Memory (Barry Gibb) – 4:25
8. Let There Be Love (Barry, Robin és Maurice Gibb) – 3:30
9. How Can You Mend a Broken Heart (Barry és Robin Gibb) – 3:54
10. Holiday (Barry és Robin Gibb) – 2:52
11. First of May (Barry, Robin és Maurice Gibb) – 2:48
12. Lonely Days (Barry, Robin és Maurice Gibb) – 3:46
13. Fanny (Be Tender With My Love) (Barry és Maurice Gibb) – 4:02
14. Wouldn't I Be Someone (Barry, Robin és Maurice Gibb) – 4:03
15. Run To Me (Barry, Robin és Maurice Gibb) – 3:01
16. Tomorrow Tomorrow (Barry Gibb, Maurice Gibb) – 3:53

## Közreműködők
- Bee Gees